# Sakata Tojuro
Sakata Tojuro (坂田藤十郎) és el nom artístic que han pres una sèrie d'actors kabuki durant el curs de la història d'aquest gènere teatral.
El primer Sakata Tojuro (1646-1709) va promoure la forma wagoto del teatre de Kamigata (regió de Kansai) mentre el seu homòleg a Edo, Ichikawa Danjūrō I, feia el mateix amb la forma aragoto. Així, Tojuro va passar a ocupar un lloc d'honor com el millor actor de facto del kabuki de Kamigata, un honor que van heretar aquells que més tard van assumir aquest nom.
A diferència dels altres llinatges kabuki que es poden resseguir amb una línia més o menys ininterrompuda, ja sigui per sang o per adopció, el nom de Sakata Tojuro no es va dur durant uns 225 anys, des de la mort de Sakata Tojuro III el 1774 fins que el nom no va ser assumit, i el llinatge reprès, per Nakamura Ganjiro III, que va canviar el seu nom pel de Sakata Tojuro IV el 2005.

## Llinatge
- Sakata Tojuro I (1646-1709) - Va iniciar la forma wagoto; innovador del kabuki Genroku.
- Sakata Tojuro II (1711-1724)[1] - Alumne de Tojuro I, va tenir una carrera molt curta.
- Sakata Tojuro III (1739-1774) - Fill adoptiu de Tojuro II.
- Sakata Tojuro IV (2005-present) - Abans Nakamura Ganjiro III, va prendre el nom a fi de reviure el llinatge, i com a part d'un esforç més gran per reviure i mantenir el kabuki de Kamigata.